# Mercedes de Oriente
Mercedes de Oriente es un municipio del departamento de La Paz en la República de Honduras.

## Toponimia
Su nombre es en honor a la Virgen de la Merced, figura de la Iglesia católica y de Oriente por su ubicación geográfica.

## Límites
Situado en el extremo sur del Departamento de La Paz en una sierra de considerable altura.
| Orientación | Límite                                     |
| ----------- | ------------------------------------------ |
| Norte       | Municipio de Guajiquiro, La Paz            |
| Sur         | República de El Salvador                   |
| Este        | Municipio de San Antonio del Norte, La Paz |
| Oeste       | Municipio de Opatoro, La Paz               |

## Historia
Se conoció en un principio con el nombre de Joyilla.
En 1885, se cree que ya tenía registro civil.
En 1889, en la División Política Territorial de 1889 era un municipio del Círculo de San Antonio del Norte.

## División Política
Aldeas: 3 (2013)
Caseríos: 22 (2013)
| Código | Aldea               |
| ------ | ------------------- |
| 120901 | Mercedes de Oriente |
| 120902 | La Golondrina       |
| 120903 | Las Lomas           |